# Carlo Durando
Carlo Durando (Turim, Piemonte, 28 de fevereiro de 1887 – Pradleves, 23 de março de 1969) foi um ciclista italiano que foi profissional entre o 1911 e o 1919. Chamado Dundo, sua única vitória como profissional foi a Milão-Modena de 1912. Destacam suas participações no Giro d'Italia, segundo na edição de 1912, quando a classificação se fez por equipas, e sexto no de 1914.

## Palmarés
- - 1910
    - 1.º na Copa do Re

  - 1912
    - 1.º na Milão-Modena

### Resultados ao Giro de Itália
- - 1911. Abandona
  - 1912. 2.º da classificação geral (classificação por equipas junto a Ugo Agostoni, Angelo Gremo e Domenico Alassia.)
  - 1913. ?
  - 1914. 6.º da classificação geral
  - 1919. ?